# 洛多米洛鎮區 (克萊頓縣)
洛多米洛鎮區（Lodomillo Township），美国艾奥瓦州克莱顿县的一个鎮區，总面积94.54平方公里，总人口719（2000年美国人口普查）。